# Noroeste de Minas
Noroeste de Minas è una mesoregione del Minas Gerais in Brasile.

## Microregioni
È suddivisa in 2 microregioni:
- Paracatu
- Unaí